# 水道町 (熊本市)
水道町（すいどうちょう）は、熊本県熊本市中央区の町名。2024年8月1日時点の人口は1,034人。郵便番号860-0844。

## 地理

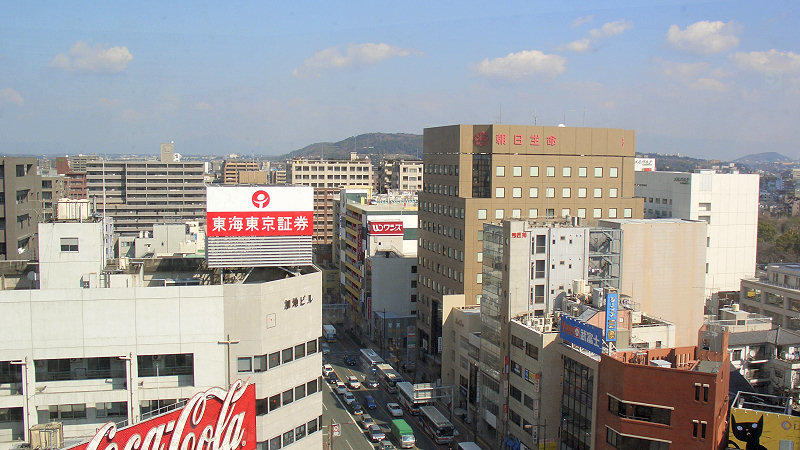
県民交流館パレアから俯瞰

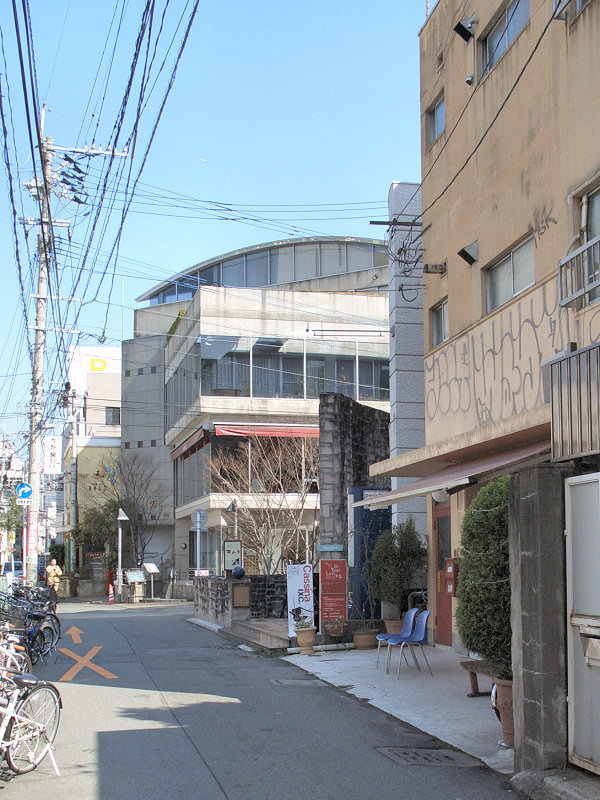
上乃裏通り

熊本市の中心部に位置し中心市街地の一角を成している。ビジネス街として主に利用されている。
町の中央を国道3号が南北に貫き、南端は熊本県道28号熊本高森線（通称:電車通り）が東西に走っている。両道路とも交通量が多く、バス路線が集中している上に、県道には熊本市交通局の路面電車も走っており交通の要衝となっている。
北部は草葉町、東部は白川を挟んで新屋敷、南部は安政町、西部は手取本町に接し、上通商店街・下通商店街も近隣にある。国道3号沿いにはオフィスビルや金融機関の支店が多数存在しているが、商業施設・住宅・駐車場も混在する地域である。
近年は「上通並木坂」の興隆に伴って裏通りも注目を集めるようになり、商業施設の出店が盛んになっている。一部の通りが「上乃裏通り」（通りの一部に水道町を含む）と名付けられたり江戸時代の通りの名を示す標識が設置されるなど商業活動を活発化させる後押しも行われている。
また、路面電車の水道町電停や、水道町バス停が数ヶ所に分散して設置されており、市内各方面を結んでいる。
水道町交差点は、全国的にも珍しい、歩道・最左側の原付・バスのみの右折レーン化となっている。
この交差点、国道3号、福岡方向から鹿児島方向に向かう際は、4車線のうちの最も左側レーンが原付・バスのみの右折レーンとなるので、県外車は注意が必要。

## 歴史

### 地名の由来
白川（三宮神社横の小磧 (おぜき) ）から坪井川（厩橋付近）まで水道が掘られており、ここでL字型に曲がっていたことにちなんでいる。
水道は千田畑への農業用水とも花畑館（加藤清正の造営した屋敷、現在の花畑公園付近）へ水を引くためとも言われる。また、取水地に関しては立田口堰説や八景水谷説など異論もある。

### 沿革
- 江戸時代

熊本城完成後に白川及び坪井川の改修が行われ、同時期に武家屋敷が坪井川の西側に移転する。この地域も大部分が武家屋敷となっていた。
安巳橋（安政橋）から三年坂・城見町（現在の安政町・下通・花畑町）に続く通りがメインストリートであった。
- 明治時代以降

江戸時代は武家屋敷であった地域には町名が付けられていなかったが、明治時代に地域にちなんだ名称が付けられ、1889年の市町村制施行により熊本市の一部となった。
北西部は熊本県庁（現在の草葉町 (熊本北警察署、白川公園) ）をはじめとする行政機関が当地域及び近隣に立地していた。現在もその名残からか金融機関や公的機関が集中している。
また、1924年には熊本市電幹線（熊本駅前－水道町－浄行寺町）・熊本市電水前寺線（水道町－水前寺）が開通、熊本市電水前寺線のために白川を渡る大甲橋が架けられたことや国道3号のルート変更・道路整備などにより、次第に交通の要衝となっていった。

### 旧町名
以下は江戸時代からの名称である。
- 四軒町（しけんちょう）

水道町交差点から白川までの地域
以下は明治時代に名付けられたものである。なお、旧町名の全地域が水道町に含まれるわけではない。
- 水道町
- 二番被分町（にばんわかされちょう）
- 明円寺町（みょうえんじちょう）
- 比丘尼町（びくにちょう）
- 一本竹町（いっぽんたけちょう）
- 黒鍬町（くろくわちょう）
- 桜井町（さくらいちょう）

桜の井戸（上通町にある）にちなんだ名称
- 長安寺町（ちょうあんじちょう）

## 施設
- 熊本上通郵便局
- 日本福音ルーテル熊本教会
- メルパルク熊本
- 熊本県婦人会館
- 大分銀行熊本支店

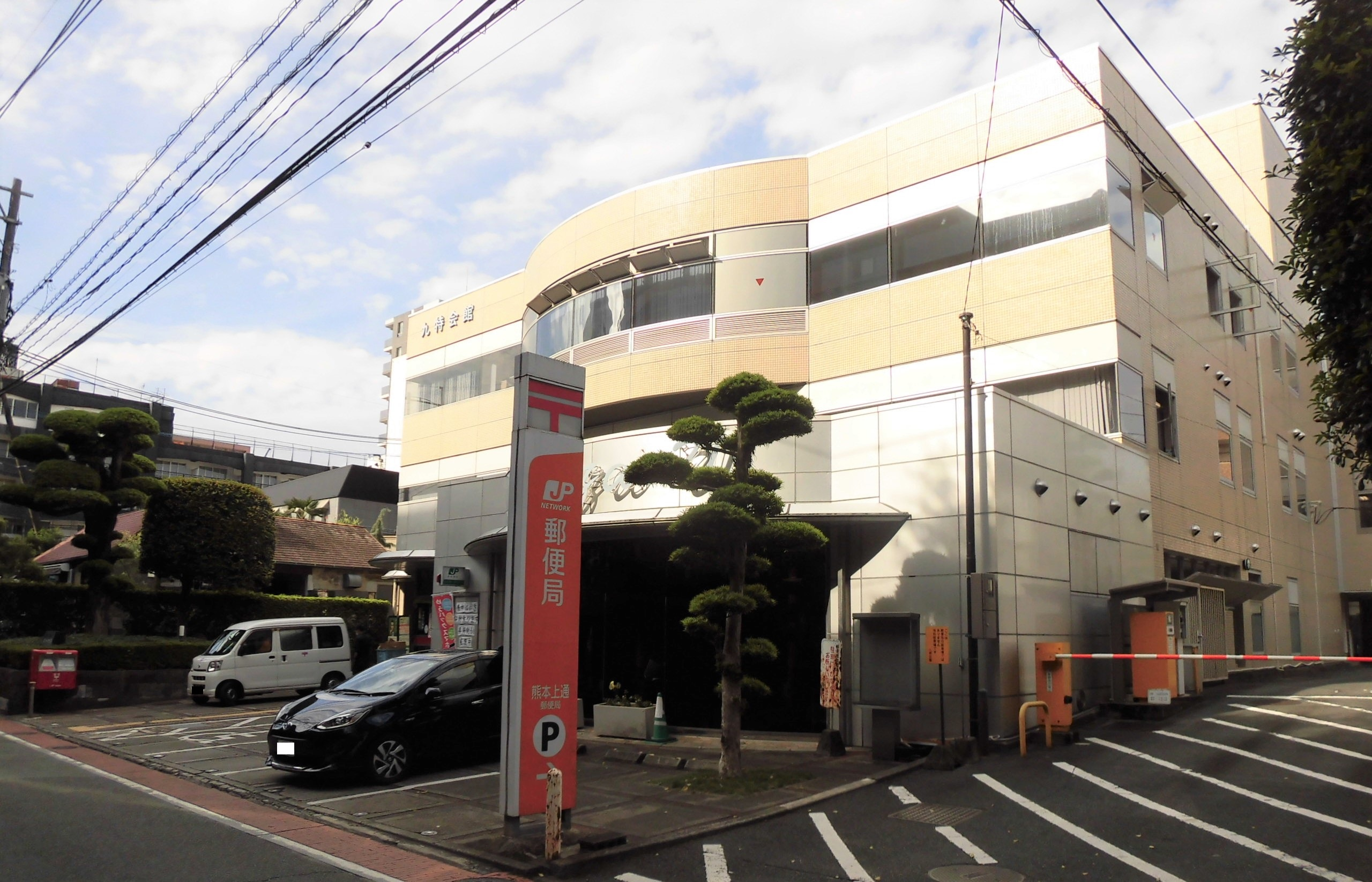
熊本上通郵便局

- 三菱UFJモルガン・スタンレー証券熊本支店
- 朝日生命熊本支社
- ジブラルタ生命熊本支部
- パークシティ24h 水道町店
- パークシティ24h 白川公園店
- ホテルウィングインターナショナルセレクト熊本
- 東横イン熊本水道町電停前
- くまモンの石像(パークシティ24h 水道町店　敷地内)

## 参考資料
- 『熊本日日新聞』連載記事 熊本市内町名小史：熊本日日新聞 1968年
- 『日本歴史地名大系 44 』： 平凡社 2002年